# غوستافو فرناندس
غوستافو فرناندس (بالإنجليزية: Gustavo Fernandes)‏ هو لاعب كرة قدم أمريكي، ولد في 19 فبراير 1998 في ويست بابيلون في الولايات المتحدة.